# Melanie Wilson
Melanie Kate Wilson, född 25 juni 1984 i Southampton, är en brittisk roddare.
Wilson blev olympisk silvermedaljör i åtta med styrman vid sommarspelen 2016 i Rio de Janeiro.